# Live ’84 (album Black Flag)
Live '84 – siódma płyta zespołu Black Flag wydana w grudniu 1984 roku przez firmę SST Records. Nagrania pochodzą z koncertu, który odbył się 26 sierpnia 1984 w klubie „The Stone” w San Francisco.

## Lista utworów
1. The Process of Weeding Out – 8:31
2. Nervous Breakdown – 2:06
3. Can't Decide – 5:01
4. Slip It In – 5:54
5. My Ghetto – 1:14
6. Black Coffee – 4:53
7. I Won't Stick Any of You Unless and Until I Can Stick All of You! – 4:53
8. Forever Time – 2:20
9. Fix Me – 0:53
10. Six Pack – 2:26
11. My War – 3:53
12. Jealous Again – 1:53
13. I Love You – 3:19
14. Swinging Man – 3:10
15. Three Nights – 6:10
16. Nothing Left Inside – 6:25
17. Wound Up – 4:00
18. Rat's Eyes – 4:21
19. The Bars – 4:38

## Muzycy
- Henry Rollins – wokal
- Greg Ginn – gitara
- Kira Roessler – gitara basowa
- Bill Stevenson – perkusja
- Tom Troccoli – wokale